# Pocenia
Pocenia is een gemeente in de Italiaanse provincie Udine (regio Friuli-Venezia Giulia) en telt 2581 inwoners (31-12-2004). De oppervlakte bedraagt 23,9 km², de bevolkingsdichtheid is 112 inwoners per km².
De volgende frazioni maken deel uit van de gemeente: Torsa, Roveredo, Paradiso.

## Demografie
Pocenia telt ongeveer 959 huishoudens. Het aantal inwoners steeg in de periode 1991-2001 met 0,7% volgens cijfers uit de tienjaarlijkse volkstellingen van ISTAT.
| Jaar | Inwoneraantal |
| ---- | ------------- |
| 1991 | 2558          |
| 2001 | 2577          |

## Geografie
De gemeente ligt op ongeveer 9 m boven zeeniveau.
Pocenia grenst aan de volgende gemeenten: Castions di Strada, Muzzana del Turgnano, Palazzolo dello Stella, Rivignano, Talmassons, Teor.